# Іванов Петро Васильович
Петро́ Васи́льович Івано́в (* 1837, місто Чугуїв — 1931, місто Куп'янськ Харківської губернії) — український етнограф, фольклорист. Дослідник фольклору українських та російських селян Куп'янського повіту Харківської губернії (зараз Куп'янський, Дворічанський, Шевченківський райони Харківської області).
Член-кореспондент НАН України за спеціальністю етнографія.

## Життєпис
Народився в родині службовця.
Служив у війську (Кримський піхотний полк на Кавказі), з 1862 року працював учителем арифметики, потім наглядачем повітового училища в м. Куп'янську (Харківської губернії). В 1877—1884 був інспектором народних училищ. У 1884 році через хворобу вийшов у відставку.
6 квітня 1925 року обраний членом-кореспондентом ВУАН по I відділу.

## Творчість
У «Працях» Харківського товариства випробувачів природи Іванов надрукував ряд статей про фауну в околицях Куп'янська.
У «Збірниках» Харківського історико-філологічного товариства — великі статті Іванова про народні повір'я в чаклунів, відьом та упирів (у IV т.), про домовиків, лісовиків та водяних (V т), про дитячі ігри в селах Куп'янського повіту (II т.). Етнографічні статті Іванова раніше друкувалися в «Киевской старине» та «Харківському Збірнику». Найкраще дослідження Іванова про українські народні легенди надруковано в «Етнографічному Огляді» (1892 і 1893).
Найбільш повним твором Іванова є «Жизнь и повѣрья крестьянъ Купянскаго уѣзда, Харьковской губерніи», виданий в XVII збірнику Харківського історико-Філологічного товариства в 1907 році.
У 2024 році вийшло друком перевидання етнографічної праці «Народні оповідки про відьом та упирів» (видавництво Прометей) з ілюстраціями та словником, що пояснює незрозумілі слова — 978-617-8147-06-8, с.112.